# Petrus Magni Runberg
Petrus Magni Runberg, född 27 juni 1717 i Östra Skrukeby socken, död 10 juni 1802 i Västra Tollstads socken, Östergötlands län, var en svensk präst i Västra Tollstads församling.

## Biografi
Petrus Magni Runberg föddes 27 juni 1717 på Grensholm i Östra Skrukeby socken. Han var son till inspektorn därstädes. Runberg blev 1737 student vid Uppsala universitet, Uppsala och prästvigdes 1745. Han blev adjunkt i Lofta församling, Lofta pastorat och 1752 i Västerlösa församling, Västerlösa pastorat och 1754 i Mjölby församling, Mjölby pastorat. Runberg blev sistnämnda år åter adjunkt i Västerlösa och 1757 komminister i Landeryds församling, Landeryds pastorat. Han blev 1775 etra ordinarie hovpredikant och 1776 kyrkoherde i Västra Tollstads församling, Västra Tollstads pastorat. År 1787 blev han prost. Runberg avled 10 juni 1802 i Västra Tollstads socken.

### Familj
Runberg gifte sig första gången med Helena Sophia Grevillia. Hon var dotter till kyrkoherden Johannes Grevillius och Christina Björkegren i Västerlösa socken. De fick tillsammans barnen Johan och Christina Sophia.
Runberg gifte sig andra gången med Anna Brita Kihlström. Hon var dotter till kyrkoherden Petrus Kihlström i Björsäters socken. De fick tillsammans dottern Catharina Charlotta.